# Sant Pere Despuig
Sant Pere Despuig är en ort i Spanien.   Den ligger i provinsen Província de Girona och regionen Katalonien, i den östra delen av landet, 500 km öster om huvudstaden Madrid. Sant Pere Despuig ligger 431 meter över havet och antalet invånare är 105.
Terrängen runt Sant Pere Despuig är huvudsakligen lite bergig. Sant Pere Despuig ligger nere i en dal. Runt Sant Pere Despuig är det ganska glesbefolkat, med 39 invånare per kvadratkilometer. Närmaste större samhälle är Olot, 6,1 km sydost om Sant Pere Despuig. I omgivningarna runt Sant Pere Despuig växer i huvudsak blandskog.